# Estrecho de Simpson
El estrecho de Simpson es un estrecho marino natural y poco profundo que separa la isla del Rey Guillermo, al norte de la península de Adelaida, en Nunavut al sur. El estrecho, un brazo del océano Ártico, conecta el golfo de la Reina Maud con el estrecho de Rae de la cuenca de Rasmussen.
El estrecho de Simpson tiene 64 km de longitud y entre 3,2 a 16,1 km de anchura y cuenta con numerosas islas pequeñas en sus interior: Albert, Beaver, Boulder, Castor, Chens, Club, Comb, Denille, Dolphin, Eta, Hook, Kilwinning, Pollux, Ristvedt, Saatuq, Sarvaq y Taupe.

## Historia
George Back llegó al estrecho de Simpson en 1834, pero no lo nombró.
En 1836, la Compañía de la Bahía de Hudson quería «esforzarse por completar el descubrimiento y el reconocimiento de las costas del norte del continente americano», por lo que envió a Thomas Simpson y Peter Warren Dease a una expedición. Simpson y Dease llegaron al estrecho de Simpson en 1839 y lo nombraron en honor a Thomas.
Roald Amundsen lo atravesó en 1903 durante su primer viaje con éxito a través del paso del Noroeste.